# 日立ビルシステム
株式会社日立ビルシステム（ひたちビルシステム、英: Hitachi Building Systems Co., Ltd.）は、東京都千代田区神田淡路町に本社を置く、昇降機（エレベーター・エスカレーター）の設計開発・製造・販売・メンテナンスを軸に建物の総合管理等を行っている日立グループの企業。
国内シェアは三菱電機ビルソリューションズ（旧・三菱電機ビルテクノサービス）に次ぐ第2位。
日立グループ内ではHBSと呼ばれており、インターネットのドメイン名でも使われている。マーケティングブランドは「BUIL CARE」（ビルケア）。

## 事業内容
- エレベーター、エスカレーター、駐車場設備、冷凍空調装置、電気設備、自動ドア、その他ビル設備に必要な機器の販売、据付、保守、改造修理、更新及び設計
- 各種ビル設備の監視、制御並びにビル管理
- 土木及び建築工事業
- 冷凍空調設備並びにそれらの運転制御盤、遠隔監視装置、冷媒回収装置の製造
- 建築物の設計、監理
- ビル設備機器、防犯・防災機器、駐車場設備の賃貸及びリース
- 不動産賃貸業
- データベース、ダイレクトメール、テレマーケティング、インターネットを構成要素とするダイレクトマーケティング手法を用いたセールスプロモーションの企画・立案・実践代行及び各種市場調査
- 損害保険代理店業
- 上記各号に関連又は附帯する一切の事業

## 歴史
- 1956年 - 日立ビルディングサービス株式会社として、日立製作所からエレベーターの保守及び修理業務を継承し設立される。
- 1972年 - 株式会社日立エレベータサービスに商号変更。
- 1985年 - マーケティングブランド「BUIL CARE」制定。
- 1991年 - 株式会社日立ビルシステムサービスに商号変更。
- 1996年 - 日立東ビルシステム販売株式会社、日立西ビルシステム販売株式会社と合併し、現商号に変更。
- 2012年 - 東京スカイツリーにて、日本最高の高さ（450m）にある天望回廊行きのエレベーターなど7基納入。
- 2014年 - 日立製作所より日本国内における昇降機の設計・製造・販売を継承する[2]。
- 2019年 - CTF金融センターに納入したエレベーターが、上り世界最高速エレベーターとしてギネス記録に認定される[3]。
- 2019年 - 国内初となるエレベーター/ビル設備の稼働状態や設定変更がパソコン・スマートフォンで可能なサービスBUILLINKを開始。

## テレビCM
TBSテレビ系列の『世界・ふしぎ発見！』（現在は特番として不定期放送）と日本テレビ系列の「ザ！世界仰天ニュース」、スポットCMにて放映されている。テレビCMは公式YouTubeと公式ウェブサイトの「テレビCM」ページにて公開されている。2011年までは「BUIL CAREの日立ビルシステム。」とCMを締めていたが、翌年から「HITACHI Inspire the Next」で締めている。

## 機種

### エレベーター
2019年現在、上りのみ世界最高速エレベーターの記録を保持している。CTF金融センターに納入したエレベーターの上り1,260m/min (75.6km/h)、下り600m/min (36km/h)である。
到着アナウンスは、旧機種からアーバンエース第6期目前半まで一貫して中村啓子が担当していたが、同機種後期以降は音声合成を使用したものになった。男性アナウンス（仙台市地下鉄のエレベーターなど）は、村山明が担当している。
ビルエースD(A)型までは戸閉ブザーが設置されていたが、次第にブザーに対する不評の声が大きくなったため、ビルエースP型からブザーは設置されなくなった。既存のエレベーターについても更新時にブザーが撤去されるケースが増えているが、後期ビルエース以降でもドアブザーが設置されている例がある。代表的な商標については以下の通り。

#### 標準型

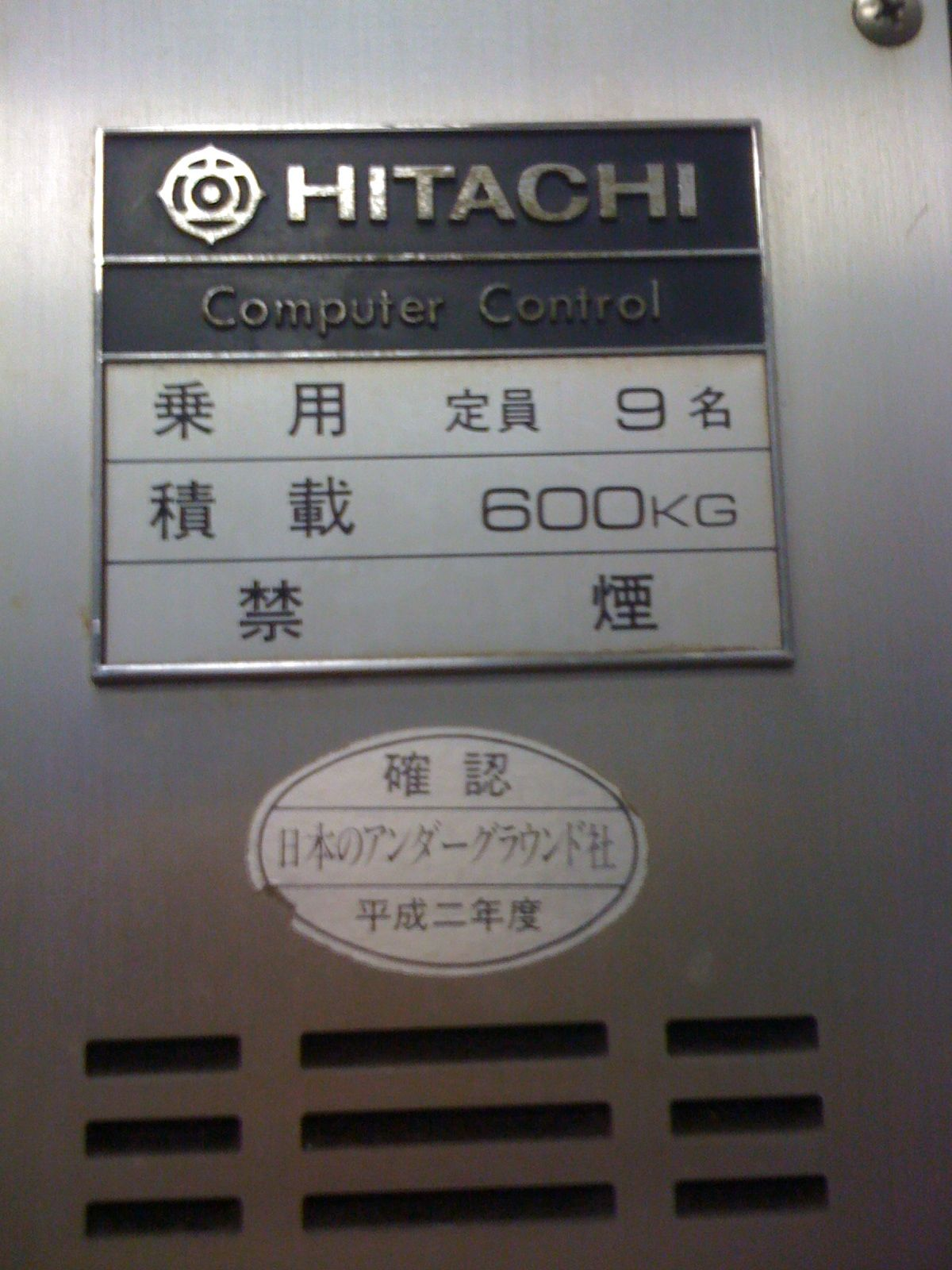
ビルエースB80の銘版

A形エレベータ
1961年より発売された、標準型エレベーターの商標。1968年まで使用されていた。 ロープ式で制御方式が交流一段制御、又は交流二段制御。基本的にボタンは黒地に白字だが、末期のロットは白地に黒字へ変更され、押すとランプが点灯するようになった。
B形エレベータ
1964年より発売された寝台用規格形エレベーター。1965年に宮城県内の病院に1号機が納入された。1974年にモデルチェンジが行われた。(後述)
新A形エレベータ
1968年より発売された、標準型エレベーターの商標。ロープ式で制御方式が交流二段制御。A形エレベータとの違いとして操作板やインジケータの仕様変更や着床性能、騒音の改善が図られた。ボタンは白地に黒字へ変更された。末期のロットは操作板やインジケータが後のビルエースAに準じている。
BUIL-ACE - ビルエース
- ビルエースA

1970年より用いられていた標準型エレベーターの商標。第1期目は、新A型エレベーターの最終ロットに準じたもので、操作ボタンは白地に丸形のものになっていて、操作盤上にあるプレートが「日立A形エレベータ」から亀の子マークと「HITACHI」の表記に変更されている。1972年にマイナーチェンジされたものは、操作ボタンが長方形に変更された。ボタンの表記が面積に比して小さめになっているのが特徴。開閉ボタンはボタンいっぱいに漢字で表記されていたが、後期のものは小さめに表記されている。また、この機種より外部連絡装置として非常ボタンが標準装備されるようになった。なお、非常ボタンの横には「ビルエース」または「油圧エレベーター」と書かれている。
- ビルエースD

1970年発売の初の中高速用規格形エレベーター。このシリーズのかご内天井の照明には「スター」と名付けられたスポット照明が用いられている。
- ビルエースR

1970年発売の住宅用規格形エレベーター。日本初の機械室ユニット化を実現し、工期の半減が実現された。1975年にマイナーチェンジがされ意匠がビルエースPと準じるものに変更された。
- ビルエースP

1975年にビルエースAからマイナーチェンジされた乗用規格形エレベーター。
新B形エレベータ
1974年に発売された寝台用規格形エレベーター。1975年1月に1号機が稼働開始した。前述したB形エレベータのモデルチェンジされた機種で意匠や着床性能の改善等が図られた。
BUIL-ACE ASTRO - ビルエースアストロ
1978年に発売された、ビルエースのモデルチェンジ機種。ボタンの大きさと文字の大きさがやや拡大されたほか、ビルエース後期型までは操作ボタンが出っ張る形になっていたが、この世代より、操作盤がややフラットになった。当初は乗り場操作盤のボタンの黒い枠が強く押されたりすると欠ける事例が多数あったため、プラスチック製から金属製に交換していった。また、黒い枠が欠けるとボタンをおさえられなくなりボタンが陥没する事例もあった。通称はB79。
BUIL-ACE QUALITY 80 Series - ビルエースクオリティ80シリーズ
1980年発売。この機種よりロープ式はマイコン制御化された。デザインはビルエースアストロに準じているが、操作盤に「Computer Control」の文字が追加されている。通称はB80。なお、油圧式はリレー制御を引き継いでいる。
BUIL-ACE QUALITY 80 Series II - ビルエースクオリティ80シリーズ II
1981年に発売されたビルエースクオリティ80シリーズのマイナーチェンジ機種(B82)。意匠などが大幅に変更され、かご・乗り場ボタンは白地から網目模様入りの黒地に変更されたほか、インジケーターがLED化されボタンそのものが点灯する方式ではなく、横にあるランプが点灯する様式に変更された。かごの階数表示は数字の上にあるランプが点灯する様式となり、ロープ式のみ走行中は点滅するようになっている。1985年よりロープ式はVVVF制御化され(B85)、1986年には油圧式のマイコン制御化と意匠関係のモデルチェンジが行われている(B86)。
BUIL-ACE PULIDO - ビルエースプリード
1989年より発売されていた標準型エレベーターの商標。ロープ式では巻き上げ機にヘリカルギアを採用。油圧式は発売当初はバルブ制御式だったが、のちにインバーター制御化される。階数表示は行灯式が標準だが、オプションで16セグメント（7セグメント）式も選択できた。
ドア装置はクオリティ80シリーズ IIまではリンク式だったが、この機種以降ベルト駆動式となっている。ボタンは黒色だが、網目模様はなくなり、再びボタンそのものが点灯するようになった。また、メーカーのロゴ表記は1995年までは亀の子マークと「HITACHI」だったが、それ以降から発売されたものは現行のものに変更されている。通称はB89。
BUIL-ACE NewPULIDO - ビルエースニュープリード
1996年より発売されていた標準型エレベーターの商標で、ビルエースの最終型。階数表示がドット式・16セグメント式となる他、ボタンなどのデザインも変更された。また、この機種より呼びボタンと進行方向の上と下の表記も三角形から矢印に変更された。通称はB95。
URBANACE - アーバンエース
1999年4月より発売されている標準型エレベーターの商標。この機種より機械室レス化され、第1世代(UA1)は操作盤などのデザインはビルエースNEWプリードに準じていたが、2002年頃発売された第2世代(UA01orUA2)は操作盤のデザインが変更され、ボタン数字のフォントが変更されたほか、ボタンの色は白に戻った。発売当初はピット下に円筒型巻き上げ機が設置されていた。到着する階になるとその行先のボタン・インジケータが点滅する。2003年頃発売された第3世代(UA03)からボタンが四角から丸形に戻る。操作盤は斜めに設置されている。2004年頃発売の第4世代(UA04G)で巻上機の設計が変更され、静音化が図られた。またこの機種から巻き上げ機は薄型の物が最下階レベル付近に設置され、「行き先ボタンを押してください」とのアナウンスもこの機種の後期型から鳴る様になった。2007年頃発売された第5世代(UA07G)からアナウンスも新しいものに変更され、のちにかご内インジケータが液晶式に変更された。また、走行中は矢印の方向に向かってスクロールするようになっている。液晶画面が搭載されるようになって以降は、ドアに手が挟まれるのを防ぐケアフルドアもつけられるようになった。作動時の液晶は赤色の表示である。インジケータ周りは銀である。
2011年頃に発売された第6世代(UA11G)から液晶インジケータが標準化。ドアセンサー作動時の液晶画面は黄色である。またセーフティシューに付いているドアシグナルもよく見られるようになった。インジケータ周りは黒である。
2014年頃発売された第7世代(UA14G)は、昇降中に矢印の動きが変化し、アナウンスの担当が変更されたほか、セーフティシューの形状が大幅に変更されて以前の機種よりも細形になった。2018年3月より非常時の液晶表示に中国語・韓国語を加えた4カ国語となったほか、乗り場インジケーター、かご内操作盤とハンドレールをHF-1同等品に選択できるオプションを発売した。2020年11月よりオプションとして乗り場およびカゴ内のボタンにセンサーを併設した非接触型が追加された。
HF-1
2015年9月7日に発売された日立製作所と日立ビルシステムが共同開発した新世代エレベーター。「HF」とは「HUMAN FRIENDLY」の頭文字。デザインは深澤直人が担当している。
現在は南青山にある日本交通公社ビルに設置されている。
2015年グッドデザイン金賞および2017年iFデザイン賞を受賞。
URBANACE HF - アーバンエースHF
2021年4月に発売した現行機種。デザインはHF-1を手掛けた深澤直人が担当している。緊急時には4カ国語で液晶表示・アナウンスが行われる。2年後の2023年4月には、意匠や災害対策などを強化し、大容量(1750kg/26名まで）に対応したモデル「アーバンエースHF Plus」にマイナーチェンジされた。

#### 公共施設用

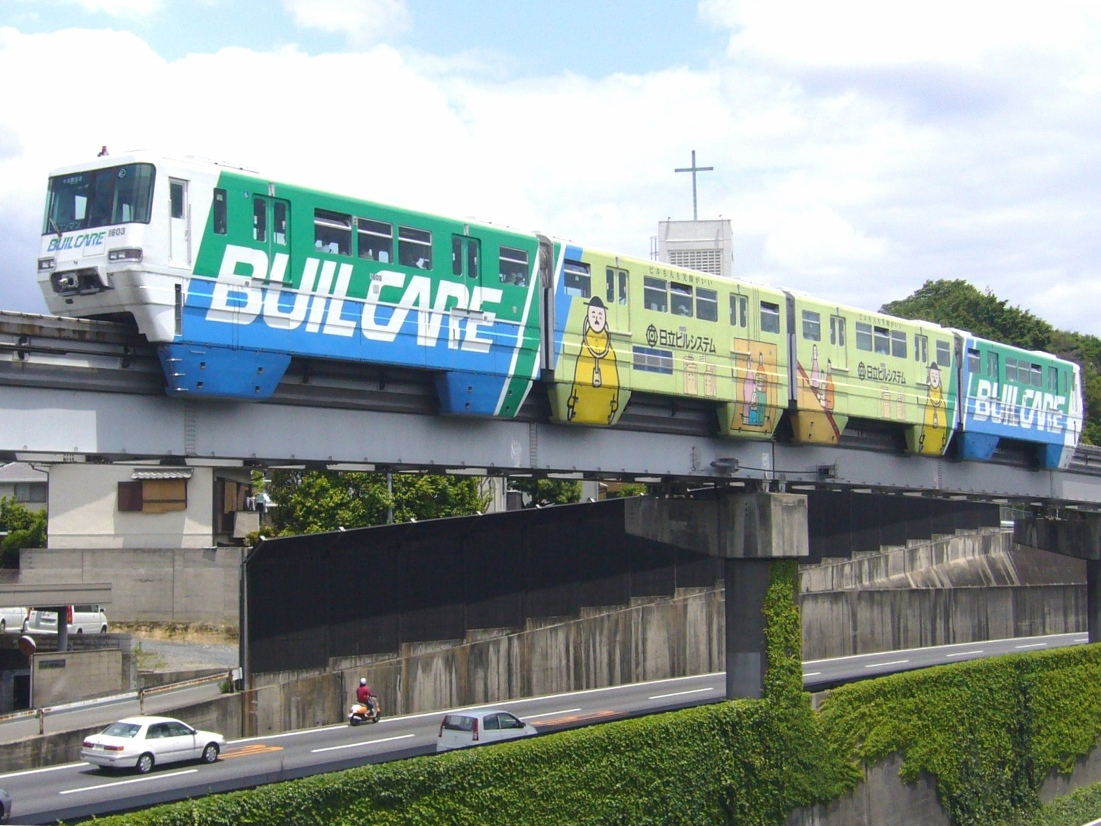

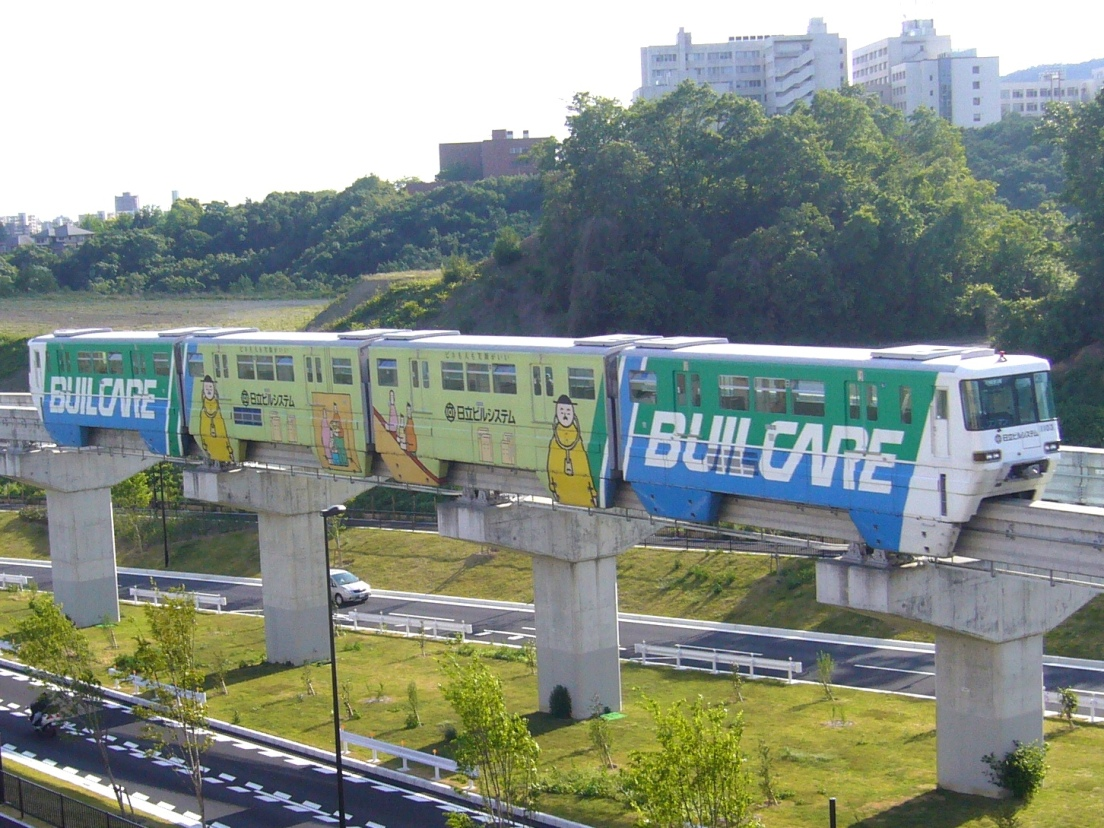

PUBLIC ACE - パブリックエース
2001年8月8日発売。この機種はエレベーターのない医療施設や歩道橋など、エレベーターを必要とする施設に向けた機種で、医療施設や歩道橋など、国と地方公共団体から補助金を受給できる場所に限られる。
STATION ACE - ステーションエース
2001年8月8日にパブリックエースと同時に発売。駅舎向けの機種であり、出入口が2か所あり、かご内で方向を転換する必要がない。直線タイプとかご内で直角に曲がるタイプの2種類が存在する。

#### 4人乗り
Hydro-4 - ハイドロ4
4人乗りの小型油圧エレベーター。操作盤のデザインはビルエースAやPに準じており、操作盤が側壁に設置されている。油圧式で制御方式は油圧二段速度制御。
当該機種を開発するにあたり、以下の事が考慮された。
1. エレベータ価格のほかに、建設費および維持費など総体価格の低減に努めること。
2. 建築物に負担される荷重を軽減し、プレハブ建築に適した構造とすること。
3. 標準シリーズを設け、建築の設備ユニット的要素をもたせるとともに、建築計画につり合った短期納化を図ること。
4. 従来行われているラッシュ時の集団到着に対する運転能力を重視するよりは、むしろ平均乗客率に注目した実用性に重点をおくこと。
5. 住宅にふさわしい環境を維持すること。

Newハイドロ4
操作盤やインジケータ等の変更が行われた。操作盤は従来通り側壁に設置されているが、ビルエースアストロと同一のものに変更された。
FAMILY ACE - ファミリエース
ドラムにロープを巻き付けてかごを上下する「巻胴式」エレベーター。設置場所や条件が大きく制限されていた、後のミニアーバンエースの前身である。初代はビルエースクオリティ80シリーズ IIの4人乗りバージョン。ビルエースクオリティ80シリーズ IIとの相違点として、「閉」ボタンとかご内インジケーターがないほか、乗り場インジケーターは1階分のみで他の階は呼びボタンのみの設置となっているのが特徴である。
2代目もビルエースクオリティ80シリーズ IIの4人乗りバージョンだが、初代との相違点として、意匠関係のモデルチェンジ後のビルエースクオリティ80シリーズ IIの4人乗りバージョンであること、巻上機のVVVF制御化が行われたのが特徴である。
miniURBANACE - ミニアーバンエース
アーバンエースの4人乗りバージョンである。初期は自社開発だったが、途中から三菱日立ホームエレベーターのOEM機種に変更された。また三菱とはボタンの色やフォントが異なる。
RESIDENCE ACE - レジデンスエース
miniアーバンエースの中低層共同住宅用。操作盤はminiアーバンエースと同一。

#### 家庭用
日立ホームエレベーター
家庭用ホームエレベーター。マシンルームレス式で駆動方式がファミリーエース同様の巻胴式ではなく、アーバンエース同様のトラクション式であった。
ホームエース　上昇気分
従来の3人乗りに加え、新たに2人乗りをラインナップに加えた。

#### 特注型
ORDER URBAN - オーダーアーバン
2000年2月23日発売。オーダーメイド型エレベーターで初の機械室レスである。
WIDE URBAN - ワイドアーバン
2010年4月発売。積載質量1,150～1,600kgの範囲で20種類に限定することで、オーダーアーバンより約10～15％価格を低減した。
SEE-THROUGH URBAN - シースルーアーバン
2010年4月発売。シースルーエレベーター向けの機種で、積載質量750～1,000kgの範囲で4機種に限定することで、ワイドアーバンと同様価格を抑えた。

#### リニューアル
G_Select - ジーセレクト
2012年より発売されたエレベーター制御リニューアルの名称。
G_Select+U - ジーセレクト+U
2017年4月24日より発売された制御リニューアルの商標。1986年以降製造の「ビルエースクオリティ80シリーズII」「ビルエースプリード」が対象で、リニューアル工事中でもエレベーターが使用できるようになった。
Y_Select - ワイセレクト
2018年9月25日より発売された油圧式エレベーターリニューアルの名称。全撤去、準撤去ではマシンルームレスロープ式エレベーターに、制御リニューアルでは油圧式のまま更新される。

### エスカレーター
エスカレーターアナウンスは、エレベーターと同じく、男性アナウンスは、村山明が担当している。
エスカレーン
かつて販売されていた規格型エスカレーター。サイドがパネルボディ。一人乗り用が多い。
クリスタレーン
かつて販売されていた規格型エスカレーター。サイドのパネルがガラス製。
Uシリーズ
かつて販売されていたエスカレーター。1975年発売。×の模様のカバープレートが特徴的。ステップのデマケーションラインが樹脂製に変更され両サイドが高くなっている最初のモデル。
Vシリーズ
かつて販売されていたエスカレーター。1979年発売。格子状の模様のカバープレートが特徴的。ステップがステンレス製となり、デマケーションラインがフルデマケーションとなった最初のモデル。
CXシリーズ
かつて販売されていたエスカレーター。1986年発売。
EXシリーズ
かつて販売されていたエスカレーター。1993年発売。中央と両サイドで模様の異なるカバープレートが採用された最初のモデルで、ステップの踏面に滑り止めが施されるようになった。
MXシリーズ
かつて販売されていたエスカレーター。2005年発売。外観は現行モデルとほぼ同じでスリムタイプも存在する。
VXシリーズ
現在の標準型エスカレーター。
VXSシリーズ
省スペース型エスカレーター。

## スポーツ活動
- 日立ビルシステムサッカー部 - 1973年創部。
- 日立女子陸上競技部 - 1989年創部。